# Cortinarius vanduzerensis
Cortinárius vanduzerénsis (рус. паутинник вандузерский; от англ. Van Duzer Forest — один из лесов в Орегоне) — гриб семейства паутинниковые (Cortinariaceae). Включён в подрод Myxacium рода Cortinarius.

## Биологическое описание

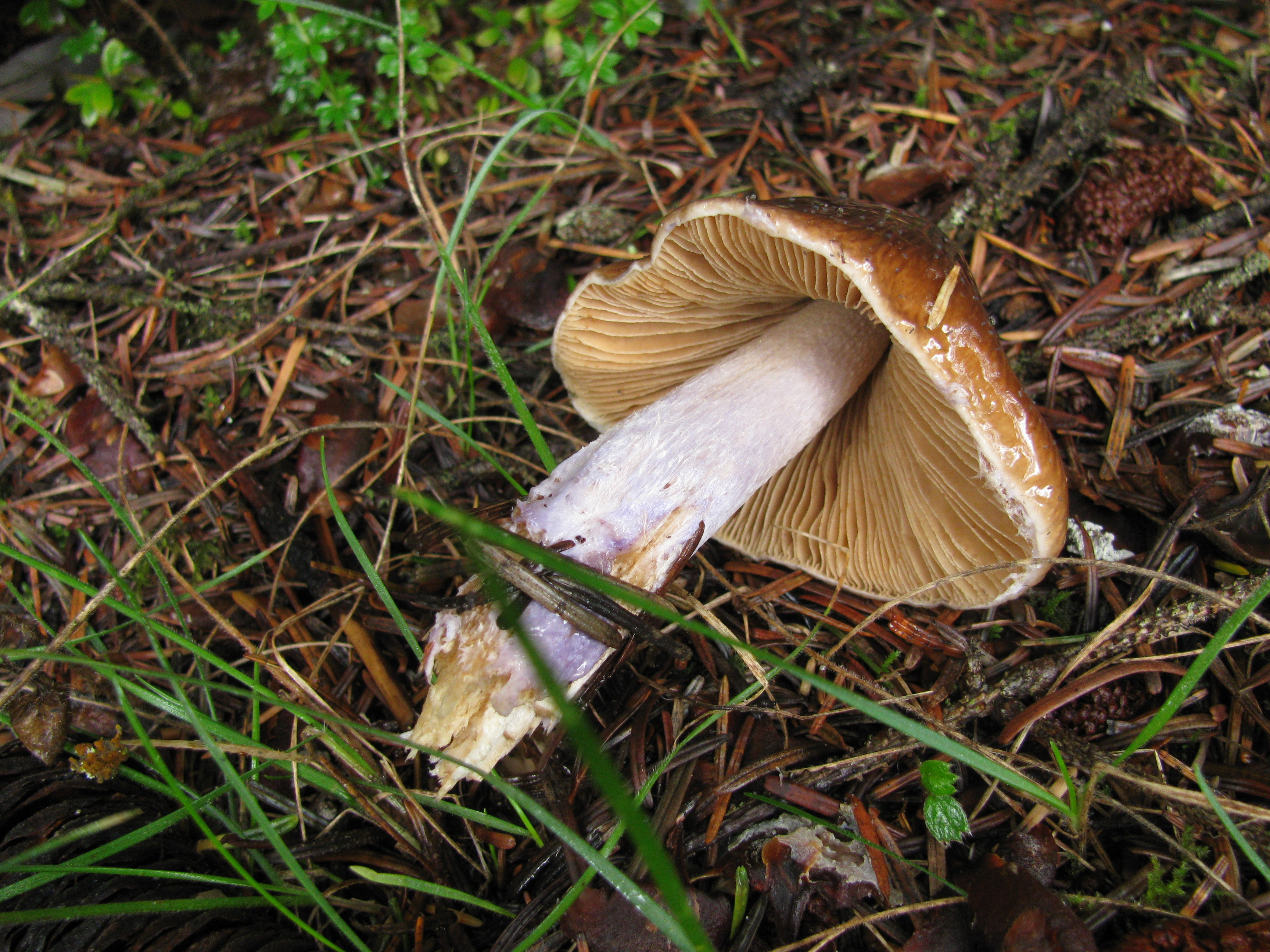

- Шляпка 4—10 см в диаметре, колокольчатой, затем ширококолокольчатой и выпуклой формы, гладкая, в зрелом возрасте радиально морщинистая, во влажную погоду обильно покрытая слизью, в молодом возрасте тёмно-коричневого или почти чёрного цвета, затем светлеет до коричневого.
- Мякоть желтоватого цвета, без особого запаха.
- Гименофор пластинчатый, пластинки часто расположенные, приросшие в ножке, желтоватого, затем светло-коричневого и ржаво-коричневого цвета.
- Ножка 8—20 см длиной и 1—2 см толщиной, ровная или немного утончённая в основании, слизистая, нередко глубоко погружённая в почву, светло-сиреневого или сиреневого цвета, в верхней части более тёмная.
- Споровый порошок ржаво-коричневого цвета. Споры 11—15×7—9 мкм, эллиптической формы.
- Пищевые качества не изучены.

## Экология и ареал
Встречается одиночно или небольшими группами, под хвойными деревьями. Известен только из северной Калифорнии и Орегона. Появляется осенью и в начале зимы.

## Сходные виды
- Cortinarius elatior отличается синевато-сиреневыми пластинками молодых грибов.
- Cortinarius collinitus отличается более ярко выраженными поясками на ножке.